# Atsuko Tokuda
Atsuko Tokuda (jap. 徳田 敦子, Tokuda Atsuko; * 15. September 1955) ist eine ehemalige Badmintonspielerin aus Japan.

## Karriere
Atsuko Tokuda gewann ihren ersten japanischen Meistertitel 1977 im Damendoppel mit Mikiko Takada. Ein Jahr später siegte sie im Einzel, und 1979 erstmals mit Yoshiko Yonekura im Doppel. Mit ihr gewann sie bis 1987 insgesamt acht Titel.
Bei der Weltmeisterschaft 1980 feierte sie mit Bronze im Damendoppel, einmal mehr mit Yoshiko Yonekura, ihren größten Erfolg in den Einzeldisziplinen. Bei den All England stand die Paarung zweimal im Finale, unterlag aber in beiden Endspielen. Mit dem japanischen Uber-Cup-Team gewann sie die Weltmeisterschaft für Damenmannschaften 1978 und 1981.

## Erfolge
| Saison    | Veranstaltung                            | Disziplin   | Platz | Name                             |
| --------- | ---------------------------------------- | ----------- | ----- | -------------------------------- |
| 1977      | Japan: Einzelmeisterschaften             | Damendoppel | 1     | Atsuko Tokuda / Mikiko Takada    |
| 1978      | All England                              | Damendoppel | 1     | Atsuko Tokuda / Mikiko Takada    |
| 1978      | Japan: Einzelmeisterschaften             | Damendoppel | 1     | Atsuko Tokuda / Mikiko Takada    |
| 1978      | Japan: Einzelmeisterschaften             | Dameneinzel | 1     | Atsuko Tokuda                    |
| 1978/1979 | Dänemark: Internationale Meisterschaften | Damendoppel | 1     | Mikiko Takada / Atsuko Tokuda    |
| 1979      | All England                              | Damendoppel | 2     | Atsuko Tokuda / Mikiko Takada    |
| 1979      | Japanische Meisterschaft                 | Damendoppel | 1     | Atsuko Tokuda / Yoshiko Yonekura |
| 1980      | Japan: Einzelmeisterschaften             | Damendoppel | 1     | Atsuko Tokuda / Yoshiko Yonekura |
| 1980      | Weltmeisterschaft                        | Damendoppel | 3     | Atsuko Tokuda / Yoshiko Yonekura |
| 1980      | Schweden: Internationale Meisterschaften | Damendoppel | 1     | Atsuko Tokuda / Yoshiko Yonekura |
| 1980      | All England                              | Damendoppel | 2     | Atsuko Tokuda / Yoshiko Yonekura |
| 1981      | Japan: Einzelmeisterschaften             | Damendoppel | 1     | Atsuko Tokuda / Yoshiko Yonekura |
| 1982      | Japan: Einzelmeisterschaften             | Damendoppel | 1     | Atsuko Tokuda / Yoshiko Yonekura |
| 1982      | Asienspiele                              | Damendoppel | 3     | Atsuka Tokuda / Yoshiko Yonekura |
| 1983      | Japan: Einzelmeisterschaften             | Damendoppel | 1     | Atsuko Tokuda / Yoshiko Yonekura |
| 1984      | Japan: Einzelmeisterschaften             | Damendoppel | 1     | Atsuko Tokuda / Yoshiko Yonekura |
| 1986      | Japan: Einzelmeisterschaften             | Damendoppel | 1     | Atsuko Tokuda / Yoshiko Yonekura |
| 1987      | Japan: Einzelmeisterschaften             | Damendoppel | 1     | Atsuko Tokuda / Yoshiko Yonekura |
| 1987/1988 | Dänemark: Internationale Meisterschaften | Damendoppel | 1     | Atsuko Tokuda / Yoshiko Tago     |